# Coutts & Co
Coutts & Co (2004–2007 Coutts Bank von Ernst AG, 2007–2011 RBS Coutts Bank) ist eine britische Privatbank. Sie wurde 1692 von dem Schotten John Campbell of Lundie gegründet. Das Hauptquartier befindet sich in London, 440 Strand. Das Geschäft beruht auf drei Pfeilern: Investment (inklusive Portfoliomanagement, Anlageberatung und Fondsmanagement), Trust- und Treuhand- sowie Banking-Services. Coutts gehört heute zur Wealth Division der Royal Bank of Scotland. Die Coutts war die Privatbank der britischen Königin Elisabeth II. Auch viele Millionäre gehören zum Kundenkreis, so dass im Jahr 2011 der Marktanteil bei Wohlhabenden im Vereinigten Königreich 7 Prozent betrug.

## Geschichte

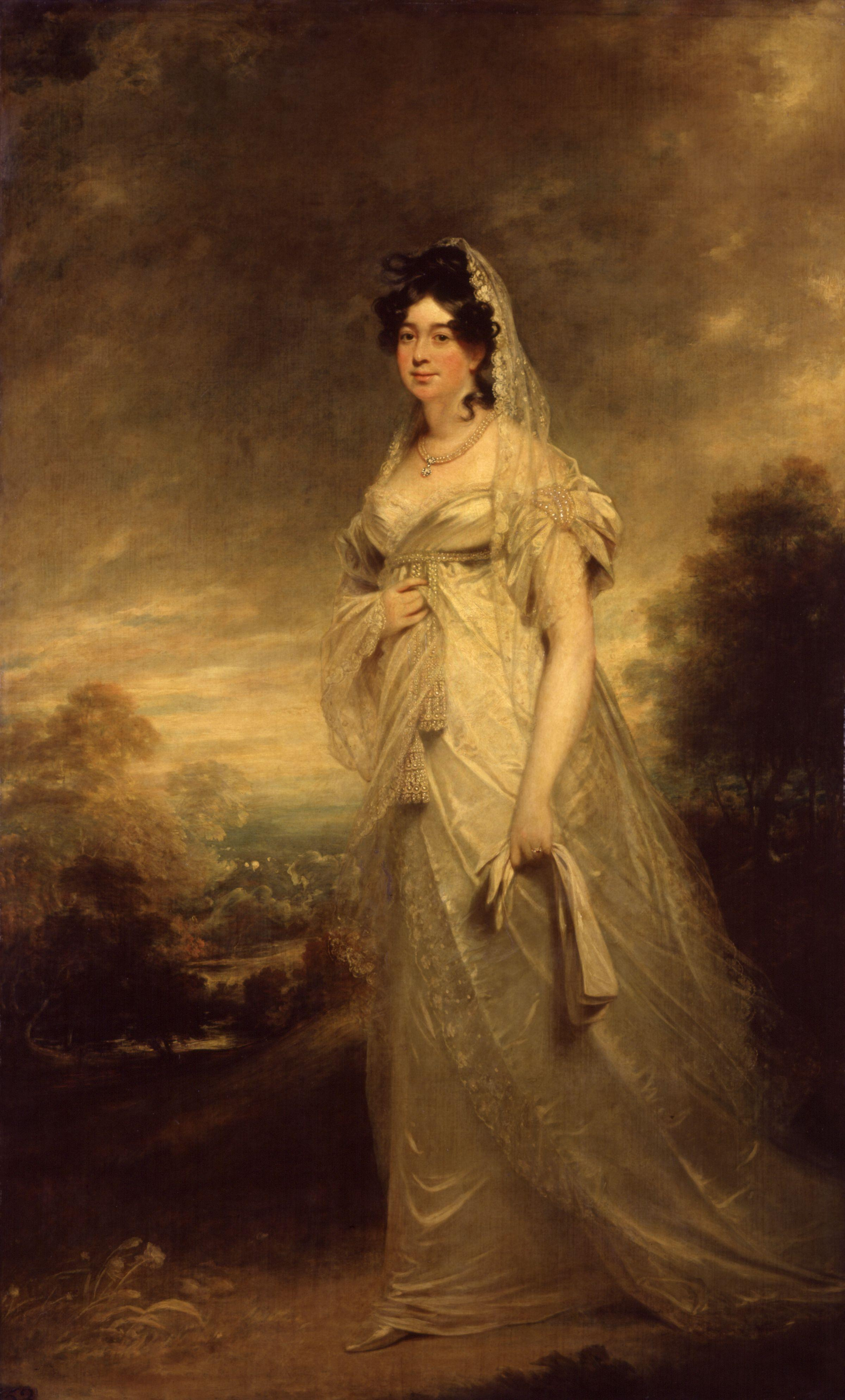
Die Duchess of St. Albans etwa um 1818, Gemälde von William Beechey, National Portrait Gallery, London.

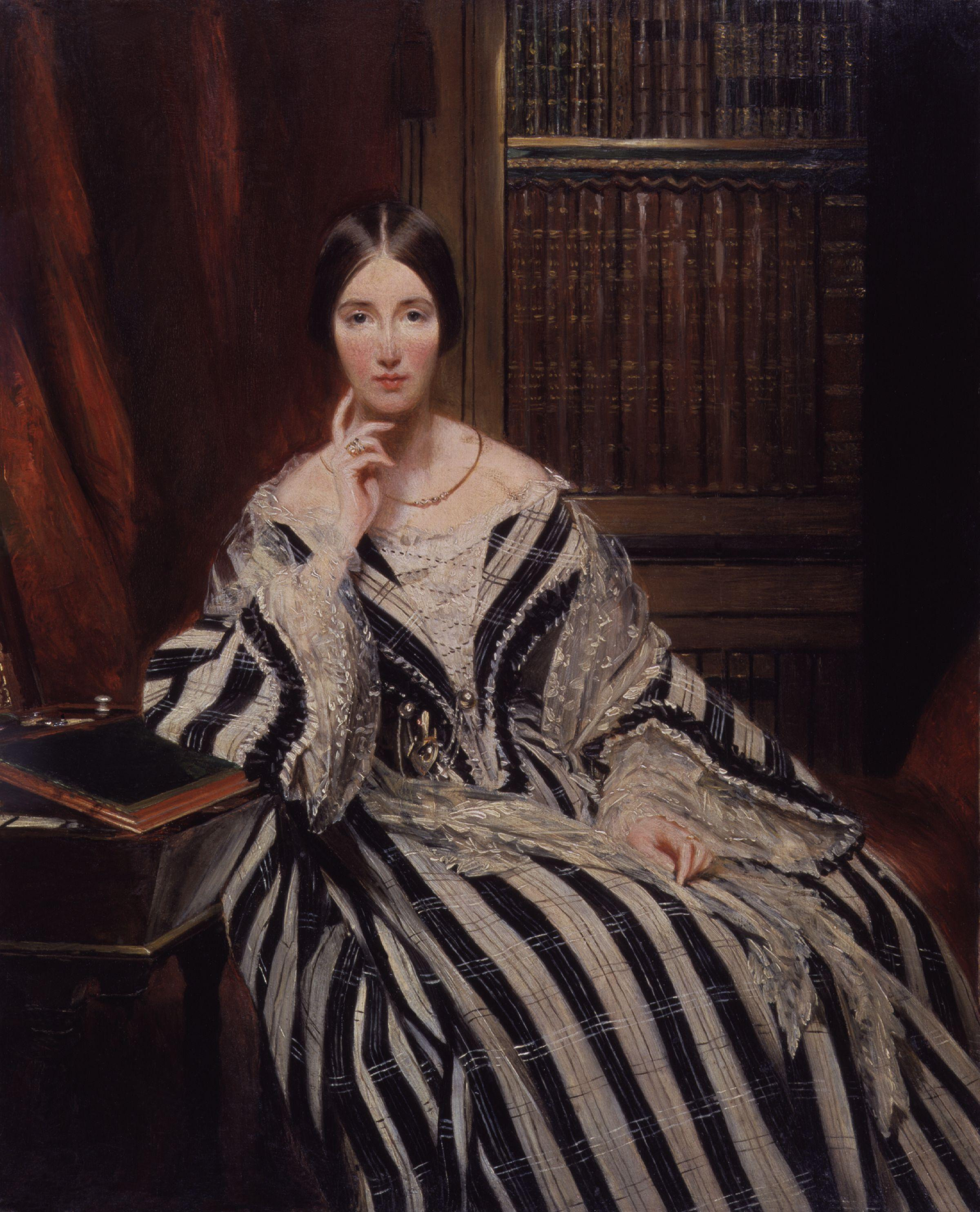
Lady Burdett-Coutts, etwa um 1840, National Portrait Gallery, London.

1692 wurde die heutige Kapitalgesellschaft Coutts unter dem Namen Campbells Bank in London gegründet. John Campbell war ein aus Schottland stammender Goldschmied-Bankier. Er arbeitete als Goldschmied und handelte mit Edelsteinen, die er für seine Kunden aufkaufte, aufbewahrte und an diese weiterverkaufte. Viele seiner Kunden waren seine Landsleute, darunter sein Clan-Chef, der mächtige Duke of Argyll. Schon zur Zeit von John Campell bot das Haus umfassende Bankdienstleistungen an und es begann eine äusserst enge und erfolgreiche Zusammenarbeit mit der Aristokratie. So genoss Campbell königlich Schirmherrschaft, als Königin Anne ihn beauftragte, die Kragen und Abzeichen des Distelordens zu fertigen. Im Jahre 1708 nahm Campbell einen anderen schottischen Goldschmied, George Middleton, als Partner auf. John Campbell starb im Jahre 1712 und in dem Jahr heiratete Middleton die Tochter des Gründers, Mary. Middleton setzte seine Arbeit als Goldschmied fort und arbeitete für den künftigen König George II. In den folgenden Jahren verlagerten sich die Aktivitäten vom Goldschmiedehandwerk immer mehr zum Bankgeschäft, sodass irgendwann keine eigenen Wertgegenstände mehr produziert wurden, diese aber nach wie vor sicher für die Kunden aufbewahrt wurden.
Vor allem unter Thomas Coutts, der die Geschicke der Bank 1775 übernahm und über 50 Jahre lang leitete, blühte das Geschäft mit der englischen Aristokratie. So war Georg III. (1738–1820), König von Großbritannien und Irland sein berühmtester Kunde, der der Bank sogar die königliche Privatschatulle anvertraute. Im Kundenkreis fanden sich damals so berühmte Persönlichkeiten wie der Duke of Wellington oder die Mätresse Lord Nelsons, Emma Lady Hamilton. Der Name Coutts erschien zuerst im Namen der Bank im Jahr 1755. James Coutts, ein schottischer Banker, ging eine Partnerschaft mit Campbell ein über seine Heirat mit Mary Peagrum, der Enkelin des Gründers. Als Campbell im Jahre 1760 starb, holte James Coutts seinen jüngsten Bruder, Thomas, und 1761 wurde die Bank als James & Thomas Coutts benannt. Als James Coutts sich im Jahr 1775 aus der Bank zurückzog, änderte die Bank den Namen in Thomas Coutts & Company, der Name blieb bis Thomas Tod im Jahre 1822. Die lange Regierungszeit von George III. war eine Zeit großen politischen, sozialen und wirtschaftlichen Wandels. Coutts Kunden waren eng mit Ereignissen wie dem Amerikanischen Unabhängigkeitskrieg, der Französischen Revolution, den Napoleonischen Kriegen und der Erschließung von Indien und dem Fernen Osten für das Britische Imperium verbunden. Als Thomas Coutts 1822 starb, ging sein Vermögen und ein 50-%-Anteil an der Bank an seine zweite Frau, Harriot Coutts, und der Name der Bank änderte sich in Coutts & Co. Als Senior Partner hatte Harriot Coutts (später Duke of St. Albans) ein aktives Interesse am Bankgeschäft. Sie entschied, dass ihr Erbe auf ein einzelnes Familienmitglied übergehen sollte, und so erbte im Jahr 1837 Angela Burdett, mit damals 24 Jahren das jüngste von Thomas Coutts Enkelkindern, Harriotts Anteil an dem Trust. Harriots letzter Wille legte zudem fest, dass Angela den Namen Coutts annehmen musste und verbot ihr die Heirat mit einem Ausländer oder eine Einmischung in die Führung des Unternehmens.
Entscheidende Expansionsschritte folgten im 20. Jahrhundert. Im Rahmen einer Fusion kam Coutts 1969 zur Bankengruppe NatWest Group und wurde zu deren Vermögensverwaltungsarm mit Niederlassungen in London und weiteren neun Geschäftsstellen in England. Im Jahr 2000 erfolgte die feindliche Übernahme der NatWest Group durch die Royal Bank of Scotland, einem der weltweit grössten Bankkonzerne mit engen Beziehungen zur britischen Krone. Damit schuf sich die Royal Bank of Scotland (RBS) schlagartig einen Zugang zu den amerikanischen und kontinentaleuropäischen Märkten, in denen sie bis dahin nicht stark vertreten war. Die „Coutts Bank (Schweiz) AG“ mit ihrer Zentrale in Zürich wurde für die Operationen auf dem europäischen Kontinent zuständig, mit Niederlassungen in Nord- und Südamerika, Singapur und Hongkong sowie Offshore-Gesellschaften, sogenannten Trust-Fabriken auf den britischen Inseln Jersey und Cayman – sie bildeten den Kern von Coutts International.
2003 akquirierte Coutts die Schweizer Bank von Ernst & Cie AG, gegründet 1869 vom Berner Aristokraten Vinzenz Niklaus von Ernst als Kollektivgesellschaft, über die Royal Bank of Scotland Group, (Die Bank von Ernst ist nicht zu verwechseln mit der von derselben Familie 1892 gegründeten Bank Armand von Ernst, die 1976 vom Schweizerischen Bankverein übernommen wurde und 2006 von der UBS zusammen mit deren anderen Privatbanken an Julius Bär verkauft worden ist.) Die Bayerische Hypo- und Vereinsbank verkaufte ihre Schweizer Tochtergesellschaft Bank von Ernst & Cie AG für 500 Millionen Schweizer Franken. Am 1. November 2011 änderte die „Coutts Bank (Schweiz) AG“ ihren Namen zu „Coutts & Co AG“. Sie war innerhalb der Coutts-Gruppe, die 2003 Vermögen von 36 Mrd. GBP betreute, die gewichtigste Private-Banking-Einheit.
Die Konzernmutter RBS wurde während der Finanzkrise ab 2007 durch die Regierung vor dem Kollaps gerettet, seitdem gehört die RBS samt ihrer vornehmen Tochter Coutts zu mehr als 80 Prozent dem britischen Staat. 2012 griff die britische Finanzaufsicht FSA die Bank scharf an: Coutts ging „Risiken“ ein, Kriminellen und Despoten dieser Welt bei der Geldwäsche behilflich zu sein – zum Beispiel Herrschern in Libyen, Syrien oder Simbabwe. Coutts musste zehn Millionen Euro Strafe zahlen.
Am 20. Mai 2014 erfolgte die Beschlagnahmung von zwei Containern im Hamburger Hafen mit Unterlagen über sogenannte Offshore-Konten aus den Cayman-Inseln, die von Hamburg nach Genf transportiert werden sollten. Die Cayman-Inseln gelten als Steuerparadies und als diskretes Geldversteck für Superreiche und Kriminelle aus aller Welt und stehen im Ruf, ein Standort für Geldwäsche und Terrorfinanzierung zu sein. Das deutsche Finanzministerium äusserte sich nicht näher, die Staatsanwaltschaft und die Steuerfahndung in Düsseldorf wurden mit dem Fall befasst. Dort wird wegen deutscher Coutts-Kunden ermittelt: Im Sommer 2012 hatte Nordrhein-Westfalen eine Steuer-CD gekauft, die Namen und Kontoverbindungen von rund 1200 deutschen Coutts-Kunden enthielt, die mutmaßlich Steuern hinterzogen haben, zum Teil in großem Stil. Coutts forderte die Unterlagen zurück, die Schweizer Coutts Bank AG sei nicht Eigentümerin von Coutts Cayman. Coutts Cayman sei eine eigene juristische Einheit. Die Beschlagnahme wurde durch das Nachrichtenmagazin Focus einen Monat später am 21. Juni 2014 öffentlich, die Zollbeamten fanden demnach diverse Unterlagen der saudi-arabischen Bin-Laden-Familie – deren bekanntestes Mitglied der getötete Terrorist Osama bin Laden war, der Gründer und Anführer der Gruppe al-Qaida, der unter anderem die Terroranschläge vom 11. September 2001 plante.

## Kritik
Im Juli 2023 wurde bekannt, dass Coutts das Konto des Brexit-Politikers Nigel Farage kurzfristig geschlossen hatte, vorgeblich da er nicht den Minimumkriterien der Bank (Investment von zumindest GBP 1 Mio. bei der Bank oder GBP 3 Mio. als Sparkonto) erfülle. Allerdings hielt Farage dagegen, dass er dieses Konto seit zehn Jahren ohne Erfüllung der finanziellen Minimumkriterien besessen habe und ein internes Dokument der Bank belege, dass er das Konto verloren hätte, da er "nicht Teil von Cloutts' Diversitäts- und Inklusionsagenda" sei. Dieses Dokument, das auch veröffentlicht wurde, zeigte klar, dass die Entscheidung primär aufgrund von angenommenen Reputationsrisken, genannt wurden etwa Retweets eines Ricky Gervais Tweets oder Farages Freundschaft mit Novak Djokovic, und nicht wegen des zu geringen veranlagten Vermögens des Politikers getroffen wurde. Begründet wurde die Kontosperre auch mit angeblich "xenophobische, chauvinistische und rassistische Ansichten", unter anderem sollte die Meinung des Politikers zum Brexit und seiner Freundschaft mit Donald Trump dafür als Beleg dienen. Dass die für die Schließung des Kontos verantwortliche Managerin eine strikte Brexit-Gegnerin ist und einen Diversitäts-Preis der Bank vergibt, verstärkte noch den öffentlichen Eindruck, dass es um die Sanktionierung politischer Einstellungen gehe. 
Das Vorgehen von Coutts löste starke Kritik aus, insbesondere unter den Tory-Abgeordneten. Der britische Premierminister Sunak versprach, dass er hart gegen Banken, die Kunden aufgrund ihrer politischen Ansichten den Zugang zu ihren Konten verwehren, durchgreifen werde. Im Finanzministerium wird überprüft, ob man die Sicherstellung der Meinungsfreiheit beim Kontozugang in den Banklizenzen integrieren kann. Auch die britische Banken-Aufsicht FCA nahm sich des Falls an und versicherte, dass bereits unter den derzeitigen Regeln eine Diskriminierung aufgrund von politischen Ansichten nicht zulässig sei und sie daher Gespräche mit der Coutts-Mutter NatWest führen werde. In der Folge musste sich die Vorstandsvorsitzende von NatWest, Alison Rose, in einem veröffentlichten Brief bei Farage für die "äußerst unangebrachten Kommentare", die in dem internen Dokument über den Politiker geäußert worden waren, entschuldigen und versichern, dass diese nicht den Ansichten der Bank entsprächen. Sie versprach auch eine vollständige Überprüfung der internen Prozesse bei Coutts zu Kontoschließungen.
Ende Juli verlor Rose im Zuge des Skandals ihren Posten, ihr Vertrag wurde "in gegenseitigem Einvernehmen" aufgelöst.